# Iglesia de Cristo Rey (Arubo)
La Iglesia de Cristo Rey también llamada Iglesia Católica de Cristo Rey o simplemente Iglesia Católica de Arubo (en inglés: Christ the King Catholic Church , Arubo Catholic Church) es el nombre que recibe un edificio religioso afiliado a la Iglesia Católica que se encuentra ubicado en la localidad de Arubo en el distrito de Ewa al norte de la isla de Nauru, un país de Oceanía.
El templo sigue el rito romano o latino y depende de la diócesis de Tarawa y Nauru (Dioecesis Taravanus et Naurunus) que empezó como vicariato apostólico en 1897 y fue elevada a su actual estatus en noviembre de 1966 mediante la bula "Prophetarum voces" del papa Pablo VI.
En  el 2014 la iglesia se celebró un servicio religioso de varias denominaciones cristianas para conmemorar el día mundial de las personas con discapacidad, y para  enero de 2016 la iglesia fue seleccionada como uno de los lugares donde se celebró el 48 aniversario de la Independencia de Nauru de Australia,